# FM-ligan i ishockey 2006/2007
FM-ligan i ishockey 2006–2007 var FM-ligans 32:a säsong, den började 14 september 2006 och avslutades 6 april 2007. Kärpät tog hem segern, deras fjärde någonsin.

## Grundserien
| Lag      | Matcher | Vinster | Vinster på övertid | Förluster på övertid | Förluster | Gjorda mål | Insläppta mål | Målskillnad | Poäng |
| -------- | ------- | ------- | ------------------ | -------------------- | --------- | ---------- | ------------- | ----------- | ----- |
| Kärpät   | 56      | 33      | 6                  | 4                    | 13        | 197        | 125           | +72         | 115   |
| Jokerit  | 56      | 32      | 6                  | 3                    | 15        | 194        | 144           | +50         | 111   |
| HPK      | 56      | 25      | 11                 | 5                    | 15        | 192        | 160           | +32         | 102   |
| Tappara  | 56      | 28      | 3                  | 8                    | 17        | 159        | 130           | +29         | 98    |
| Blues    | 56      | 24      | 5                  | 10                   | 17        | 156        | 135           | +21         | 92    |
| HIFK     | 56      | 25      | 5                  | 5                    | 21        | 165        | 159           | +6          | 90    |
| TPS      | 56      | 23      | 6                  | 5                    | 22        | 167        | 155           | +12         | 86    |
| Lukko    | 56      | 21      | 5                  | 8                    | 22        | 183        | 191           | -8          | 81    |
| Ilves    | 56      | 21      | 6                  | 5                    | 24        | 139        | 147           | -8          | 80    |
| Pelicans | 56      | 19      | 7                  | 6                    | 24        | 147        | 151           | -4          | 77    |
| SaiPa    | 56      | 20      | 4                  | 4                    | 28        | 150        | 181           | -31         | 72    |
| JYP      | 56      | 15      | 7                  | 8                    | 26        | 138        | 165           | -27         | 67    |
| Ässät    | 56      | 15      | 3                  | 3                    | 35        | 133        | 199           | -66         | 54    |
| KalPa    | 56      | 12      | 5                  | 5                    | 34        | 130        | 208           | -78         | 51    |

## Slutspelet
|  | Kvartsfinaler   | Kvartsfinaler   |                  |                | Semifinaler      | Semifinaler |          |    | Final      | Final      |
|  | 0               | 0               | 0                | 0              | 0                | 0           | 0        | 0  | 0          | 0          |
|  | 15. - 20.3.2007 | 15. - 20.3.2007 | 0                | 0              |                  |             | 0        | 0  |            |            |
|  | 15. - 20.3.2007 | 15. - 20.3.2007 | 0                | 0              |                  |             | 0        | 0  |            |            |
|  | 0Kärpät         | 04              | 0                | 0              |                  |             | 0        | 0  |            |            |
|  | 0Kärpät         | 04              | 0                | 0              | 28.3. - 5.4.2007 |             | 0        | 0  |            |            |
|  | 0Pelicans       | 0               | 0                | 0              |                  |             | 0        | 0  |            |            |
|  | 0Pelicans       | 0               | 0                | 0              | 0Kärpät          | 03          | 0        | 0  |            |            |
|  | 15. - 22.3.2007 |                 | 0                | 0              | 0Kärpät          | 03          | 0        | 0  |            |            |
|  | 0               | 0Blues          | 0                | 0              | 0                |             |          | 0  |            |            |
|  | 0               | 0Blues          | 0                | 0              | 0                | 0Tappara    | 01       | 0  |            |            |
|  | 0               |                 | 0                | 7. - 12.4.2007 | 0                | 0Tappara    | 01       | 0  |            |            |
|  | 0               | 0Blues          | 04               | 0              | 0                |             |          | 0  |            |            |
|  | 0               | 0Blues          | 04               | 0              | 0                | 0Kärpät     | 03       | 0  |            |            |
|  | 0               | 15. - 20.3.2007 |                  | 0              | 0                | 0Kärpät     | 03       | 0  |            |            |
|  | 0               | 0               | 0Jokerit         | 0              | 0                | 0           |          |    |            |            |
|  | 0               | 0               | 0Jokerit         | 0              | 0                | 0           | 0Jokerit | 04 |            |            |
|  | 0               | 0               | 28.3. - 5.4.2007 | 0              | 0                |             | 0Jokerit | 04 |            |            |
|  | 0               | 0               | 0Ilves           | 0              | 0                | 0           |          |    |            |            |
|  | 0               | 0               | 0Ilves           | 0              | 0                | 0           | 0Jokerit | 03 | Bronsmatch | Bronsmatch |
|  | 0               | 0               | 15. - 22.3.2007  |                | 0                | 0           | 0Jokerit | 03 | Bronsmatch | Bronsmatch |
|  | 0               | 0               | 0HPK             | 0              | 0                | 0           |          |    |            |            |
|  | 0               | 0               | 0HPK             | 0              | 0                | 0           | 0HPK     | 04 | 0HPK       | 01         |
|  | 0               | 0               |                  |                | 0                | 0           | 0HPK     | 04 | 0HPK       | 01         |
|  | 0               | 0               | 0HIFK            | 01             | 0                | 0           | 0Blues   | 0  |            |            |
|  | 0               | 0               | 0HIFK            | 01             | 0                | 0           | 0Blues   | 0  |            |            |
|  |                 |                 |                  |                |                  |             |          |    | 5.4.2006   |            |
|  |                 |                 |                  |                |                  |             |          |    |            |            |

### Spelsätt
Slutspelet spelas så att de sex första är automatiskt kvalificerade till kvartsfinal och lagen på platserna 7-10 får kvala till en plats i kvartsfinalerns. Kvartsfinalerna spelas i bäst av 7 och de andra finalerna spelas i bäst av 5. Bronsmatchen är endast en match.

### Slutspelets kvalomgång
| TPS - Pelicans                              | TPS - Pelicans | TPS - Pelicans | TPS - Pelicans |
| ------------------------------------------- | -------------- | -------------- | -------------- |
| 9 mars                                      | TPS            | Pelicans       | 0-2            |
| 12 mars                                     | Pelicans       | TPS            | 3-1            |
| Pelicans till kvartsfinal med 2-0 i segrar. |                |                |                |

| Lukko - Ilves                            | Lukko - Ilves | Lukko - Ilves | Lukko - Ilves |
| ---------------------------------------- | ------------- | ------------- | ------------- |
| 9 mars                                   | Lukko         | Ilves         | 3-2           |
| 10 mars                                  | Ilves         | Lukko         | 3-2           |
| 13 mars                                  | Lukko         | Ilves         | 2-5           |
| Ilves till kvartsfinal med 2-1 i segrar. |               |               |               |

### Kvartsfinaler
| Kärpät - Pelicans                       | Kärpät - Pelicans | Kärpät - Pelicans | Kärpät - Pelicans |
| --------------------------------------- | ----------------- | ----------------- | ----------------- |
| 15 mars                                 | Kärpät            | Pelicans          | 3-0               |
| 17 mars                                 | Pelicans          | Kärpät            | 0-2               |
| 19 mars                                 | Kärpät            | Pelicans          | 3-2 sudden death  |
| 20 mars                                 | Pelicans          | Kärpät            | 0-1               |
| Kärpät till semifinal med 4-0 i segrar. |                   |                   |                   |

| Jokerit - Ilves                          | Jokerit - Ilves | Jokerit - Ilves | Jokerit - Ilves |
| ---------------------------------------- | --------------- | --------------- | --------------- |
| 15 mars                                  | Jokerit         | Ilves           | 2-1             |
| 17 mars                                  | Ilves           | Jokerit         | 1-4             |
| 19 mars                                  | Jokerit         | Ilves           | 6-1             |
| 20 mars                                  | Ilves           | Jokerit         | 2-4             |
| Jokerit till semifinal med 4-0 i segrar. |                 |                 |                 |

| HPK - HIFK                           | HPK - HIFK | HPK - HIFK | HPK - HIFK       |
| ------------------------------------ | ---------- | ---------- | ---------------- |
| 15 mars                              | HPK        | HIFK       | 4-1              |
| 17 mars                              | HIFK       | HPK        | 2-1              |
| 19 mars                              | HPK        | HIFK       | 5-0              |
| 20 mars                              | HIFK       | HPK        | 2-4              |
| 22 mars                              | HPK        | HIFK       | 2-1 sudden death |
| HPK till semifinal med 4-1 i segrar. |            |            |                  |

| Tappara - Blues                        | Tappara - Blues | Tappara - Blues | Tappara - Blues  |
| -------------------------------------- | --------------- | --------------- | ---------------- |
| 15 mars                                | Tappara         | Blues           | 3-2 sudden death |
| 17 mars                                | Blues           | Tappara         | 3-2 sudden death |
| 19 mars                                | Tappara         | Blues           | 1-7              |
| 20 mars                                | Blues           | Tappara         | 2-0              |
| 22 mars                                | Tappara         | Blues           | 1-2 sudden death |
| Blues till semifinal med 1-4 i segrar. |                 |                 |                  |

### Semifinaler
| Kärpät - Blues                      | Kärpät - Blues | Kärpät - Blues | Kärpät - Blues   |
| ----------------------------------- | -------------- | -------------- | ---------------- |
| 28 mars                             | Kärpät         | Blues          | 1-4              |
| 30 mars                             | Blues          | Kärpät         | 2-3              |
| 31 mars                             | Kärpät         | Blues          | 3-2 sudden death |
| Kärpät till final med 3-0 i segrar. |                |                |                  |

| Jokerit - HPK                        | Jokerit - HPK | Jokerit - HPK | Jokerit - HPK    |
| ------------------------------------ | ------------- | ------------- | ---------------- |
| 28 mars                              | Jokerit       | HPK           | 2-1 sudden death |
| 30 mars                              | HPK           | Jokerit       | 1-2 sudden death |
| 31 mars                              | Jokerit       | HPK           | 4-0              |
| Jokerit till final med 3-0 i segrar. |               |               |                  |

### Bronsmatch
| HPK - Blues       | HPK - Blues | HPK - Blues | HPK - Blues |
| ----------------- | ----------- | ----------- | ----------- |
| 5 april           | HPK         | Blues       | 7-2         |
| HPK vann bronset. |             |             |             |

### Final
| HPK - Ässät                                | HPK - Ässät | HPK - Ässät | HPK - Ässät |
| ------------------------------------------ | ----------- | ----------- | ----------- |
| 15 april                                   | Kärpät      | Jokerit     | 3-2         |
| 18 april                                   | Jokerit     | Kärpät      | 2-4         |
| 20 april                                   | Kärpät      | Jokerit     | 5-2         |
| Kärpät vann mästerskapet med 3-0 i segrar. |             |             |             |